# Fourth Party System
Le Fourth Party System était le système de partis politiques aux États-Unis entre 1896 à 1932 qui était dominé par le Parti républicain, à l’exception de la scission de 1912 dans laquelle les démocrates ont accédé à la Maison Blanche et l’ont conservée pendant huit ans.
Cette période est également appelée l’ère progressiste. Le concept a été introduit sous le nom de Fourth Party System par E. E. Schattschneider en 1960.
L’ère a commencé avec la grave dépression de 1893 et l’la campagne électorale intense de 1896. Elle comprenait l’ère progressiste, la Première Guerre mondiale et le début de la Grande Dépression. La Grande Dépression a provoqué un réalignement qui a produit le Fifth Party System, dominé par la coalition démocratique du New Deal jusque dans les années 1970.
Les questions intérieures centrales concernaient la réglementation gouvernementale des chemins de fer et des grandes entreprises (« trusts »), la question monétaire (or contre argent), le tarif protecteur, le rôle des syndicats, le travail des enfants, la nécessité d’un nouveau système bancaire, la corruption dans la politique des partis, les élections primaires, l’introduction de l’impôt fédéral sur le revenu, l’élection directe des sénateurs, la ségrégation raciale, l’efficacité du gouvernement, le droit de vote des femmes et le contrôle de l’immigration. La politique étrangère est centrée sur la guerre hispano-américaine de 1898, l’impérialisme, la révolution mexicaine, la Première Guerre mondiale et la création de la Société des Nations. Les personnalités dominantes comprenaient les présidents William McKinley (R), Theodore Roosevelt (R) et Woodrow Wilson (D), William Jennings Bryan (D), trois fois candidat à la présidence et le républicain progressiste du Wisconsin Robert M. La Follette, Sr.

### Source
- (en) Cet article est partiellement ou en totalité issu de l’article de Wikipédia en anglais intitulé « Fourth Party System » (voir la liste des auteurs).